# Ricky Johnson

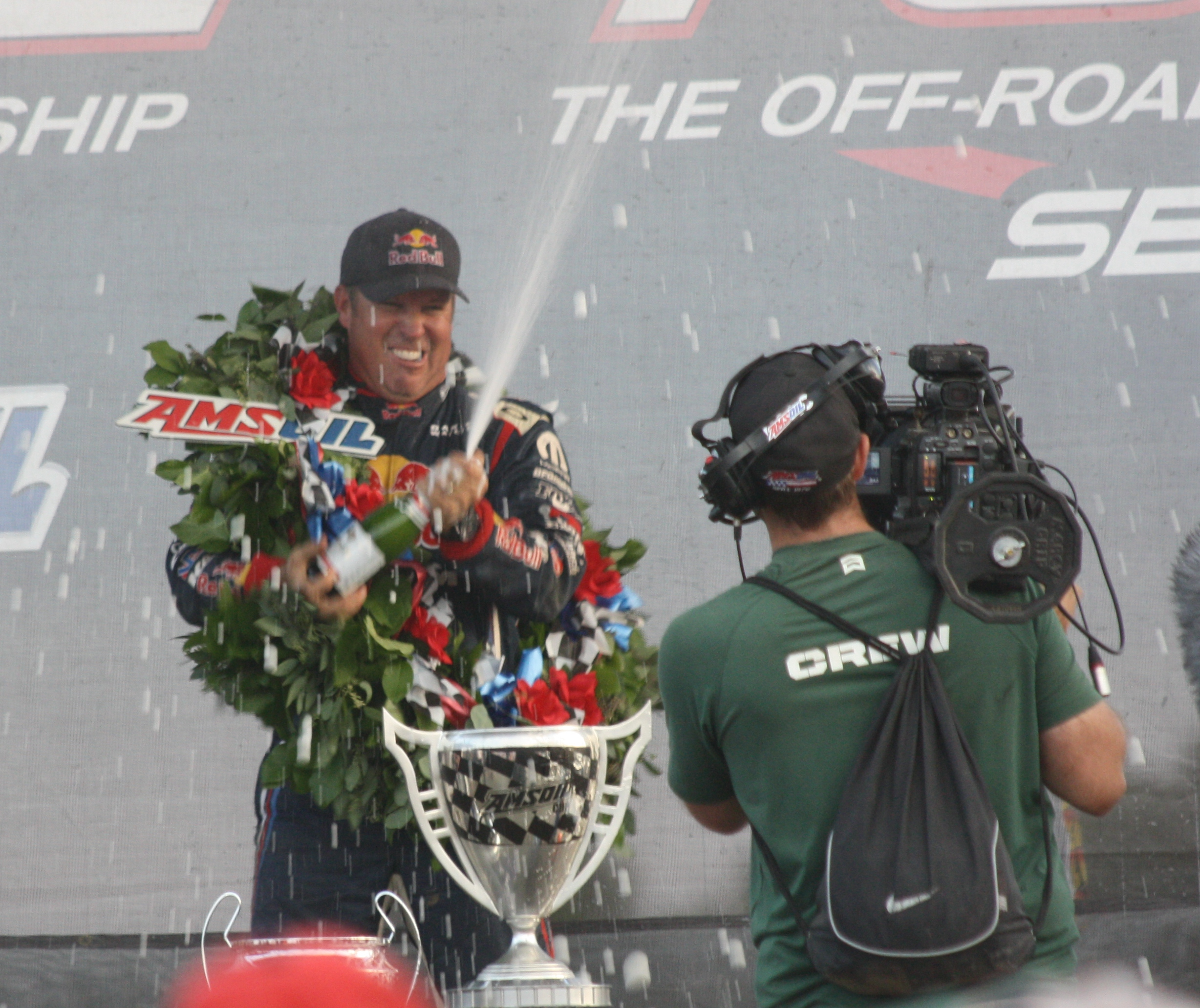
Ricky Johnson in 2012

Ricky Johnson (El Cajon, Californië, 6 juli 1964) is een Amerikaans voormalig motorcrosser.

## Carrière
Johnsons vader was een groot liefhebber van motorsport en kocht een klein motortje voor zijn zoon op driejarige leeftijd. Toen Johnson zestien werd in 1980, behaalde hij zijn proflicentie. Hij won zijn eerste nationale kampioenschap in 1984 met Yamaha. Voor het seizoen van 1986 werd Johnson gecontacteerd door voormalig wereldkampioen en teammanager van Honda, Roger De Coster. Hij leverde het ganse seizoen strijd met zijn teamgenoot David Bailey, en wist de titel te behalen in zowel het motorcross- als supercrosskampioenschap in de 250cc. De Coster, die ook bondscoach was van het Amerikaanse team voor de Motorcross der Naties selecteerde Johnson, Bailey en Johnny O'Mara. De Amerikanen wonnen overtuigend. Johnson won al eens de Motorcross der Naties in 1984, en zou dit herhalen in 1987 en 1988. Vlak voor het seizoen 1987 crashte Bailey zwaar en miste het ganse seizoen. Zo kon Johnson onbedreigd de titel in zowel de 250cc als de 500cc binnenhalen. In 1988 won hij opnieuw de 500cc-klasse in zowel het motorcross als supercrosskampioenschap. Johnson begon sterk aan het seizoen 1989 maar brak vroeg in het seizoen zijn pols tijdens een training. Hij zou nooit meer volledig herstellen van deze blessure. Hij probeerde het nog een paar seizoenen, maar de oude blessure bleek te slopend voor Johnsons lichaam. Vlak voor het seizoen 1991 kondigde Johnson zijn afscheid aan.
Na zijn motorcrosscarrière kende Johnson succes in onder andere het Stockcar en offroad racen. Hij won onder meer tweemaal de Baja 1000, in 1997 en 2003. Tussen 1995 en 1997 was Johnson ook actief in de NASCAR.

## Palmares
- 1984: Winnaar Motorcross der Naties
- 1986: AMA SX 250cc kampioen
- 1986: AMA 250cc Outdoor Nationals kampioen
- 1986: Winnaar Motorcross der Naties
- 1987: AMA 250cc Outdoor Nationals kampioen
- 1987: AMA 500cc Outdoor Nationals kampioen
- 1987: Winnaar Motorcross der Naties
- 1988: AMA SX 500cc kampioen
- 1988: AMA 500cc Outdoor Nationals kampioen
- 1988: Winnaar Motorcross der Naties